# Brahmidia luchli
Brahmidia luchli är en fjärilsart som beskrevs av Dupont. 1937. Brahmidia luchli ingår i släktet Brahmidia och familjen Brahmaeidae. Inga underarter finns listade i Catalogue of Life.